# Голопалий гекон
Голопалий гекон (Gymnodactylus) — рід геконів з родини Phyllodactylidae. Має 5 видів.

## Опис
Це невеликий гекон. Шкіра темного або коричнюватого кольору з невеличкими світлішими плямами. У цих геконів тонкі, викривлені та стиснуті з боків пальці з гострими гачкоподібними кігтями. Позбавлені прикріплювальних пластинок на лапах.

## Спосіб життя
Живе в лісосмузі уздовж Атлантичного узбережжя, також у посушливих місцях. Мешкають у термітниках, під корою, колодами, тріщинах гірських порід або під камінням. Активний уночі. Дуже гарно бігає. Харчується комахами та дрібними членистоногими.
Це яйцекладні ящірки. Самиця цих геконів відкладає по 1 яйцю.

## Розповсюдження
Це ендемік Бразилії. Голопалі гекони живуть лише у цій країні.

## Види
| Вид                      | Відкривач                | Оригінал імені               | Рік від- криття |
| ------------------------ | ------------------------ | ---------------------------- | --------------- |
| Gymnodactylus amarali    | Томас Барбур             | англ. Thomas Barbour         | 1925            |
| Gymnodactylus darwinii   | Джон Едвард Ґрей         | англ. John Edward Gray       | 1845            |
| Gymnodactylus geckoides  | Йоганн Баптист фон Спікс | нім. Johann Baptist von Spix | 1825            |
| Gymnodactylus guttulatus | Пауло Ванзоліні          | порт. Paulo Vanzolini        | 1982            |
| Gymnodactylus vanzolinii | Каззіміро і Родрігез     | Cassimiro & Rodrigues        | 2009            |